# Mecopisthes peusi
Mecopisthes peusi är en spindelart som beskrevs av Jörg Wunderlich 1972. Mecopisthes peusi ingår i släktet Mecopisthes och familjen täckvävarspindlar. Inga underarter finns listade i Catalogue of Life.